# Bertil Fallenius
Bertil Albertsson Fallenius, född 22 april 1900 i Stockholm, död där 17 augusti 1990 (i Oscars församling), var en svensk jurist och ämbetsman.
Fallenius blev juris kandidat vid Stockholms högskola 1922, genomförde tingstjänstgöring 1924–1926, blev tillförordnad fiskal i Svea hovrätt 1927, assessor 1932, tillförordnad revisionssekreterare 1935, hovrättsråd 1938, byråchef för lagärenden i jordbruksdepartementet 1939, statssekreterare 1944 (tillförordnad 1943), landshövding i Blekinge län 1948, tillförordnad generaldirektör och chef för Lantmäteristyrelsen 1952–1956 och landshövding i Skaraborgs län 1956–1967.
Fallenius var sekreterare, ledamot eller ordförande olika utredningar, blev hedersledamot av Örlogsmannasällskapet 1951, Lantbruksakademien 1952, Västgöta nation i Uppsala 1961, Kungliga Vetenskapssamhället i Uppsala 1965 och veterinärmedicine hedersdoktor 1954. Han skrev Jordförvärvslagen (1955) samt artiklar i facktidskrifter.

## Familj
Bertil Fallenius var son till konteramiral Claes Constantin Albert Fallenius (1863–1941) och Ellen Johanna Margareta, född Bjerre (1872–1952). Han var gift 1930–1957 med Gerda Wihlborg (1909–1991) och från 24 februari 1958 med filosofie magister Karin Kronkvist (1915–1993).
Pastor primarius Carl Magnus Fallenius var bror till Bertil Fallenius farfar, läkaren Constantin Maximilian Fallenius.
Bertil Fallenius är begraven på Galärvarvskyrkogården i Stockholm.

## Utmärkelser
- Hedersdoktor,  1954
- Kommendör med stora korset av Nordstjärneorden,  4 juni 1960

[Redigera Wikidata]